# NEC PC-9801

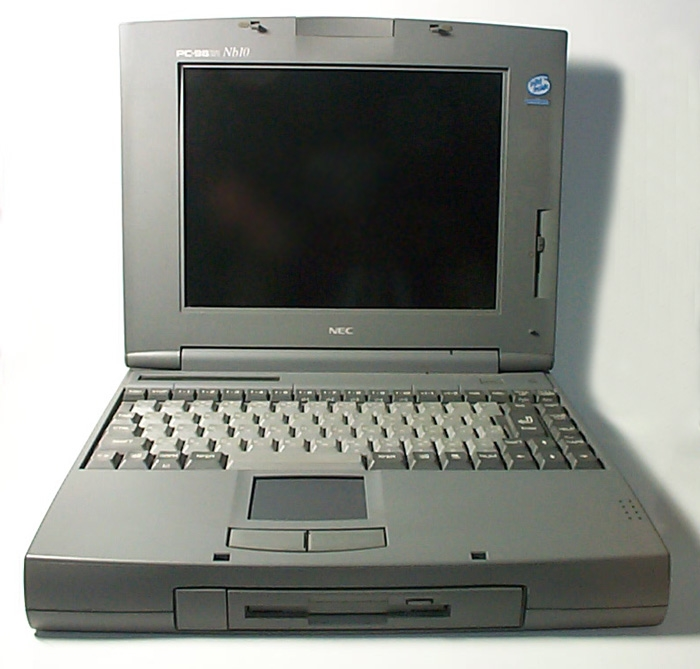
Computador portátil NEC PC-9821 Nb10

PC-98 (PC98) é um acrônimo referente à série de computadores NEC PC-9800, um modelo de computador pessoal de origem japonesa. Foi fabricado em 1982, o primeiro da série de computadores pessoais PC-98 de 16 e 32 bit. A plataforma estabelecida pela NEC dominou o mercado de computadores pessoais japoneses, e em 1999, mais de 18 milhões de unidades do PC-98 haviam sido vendidas.

## Características
- Computador pessoal (PC), com uma arquitetura conhecida como 98, não compativel com IBM PC, 9486 ou 486 ou x486.

## Ligação externa
- «Intro to NEC PC-9800 World» (em inglês)